# 마법소녀 마도카☆마기카의 등장인물 목록
마법소녀 마도카☆마기카의 캐릭터 목록에서는 《마법소녀 마도카☆마기카》의 등장인물과 등장하는 마녀 등의 캐릭터들을 서술한다.
《마법소녀 마도카☆마기카》는 신보 아키유키 감독과 샤프트에서 제작한 TV 애니메이션 작품이다. 미타키하라(일본어: 見滝原)라는 마을을 무대로 했으며, 큐베와 목숨을 대가로 계약을 하여 소원을 실현한 대가로“마법소녀”가 되어, 남몰래 인류의 적과 싸우게 된 소녀들에게 닥치는 가혹한 운명을 뛰어난 마법소녀가 될 가능성을 지녔으면서도 방관자로 참여했던 중학생 카나메 마도카를 중심으로 그린 이야기이다. 2011년 1월부터 4월까지 마이니치 방송(MBS)외로 심야 애니메이션으로 방송되어 2012년 TV 시리즈의 총집편으로 2013년에는 완전 신작으로 2년에 걸쳐 영화화 된 다른 만화나 게임화 등 다른 미디어 전개도 진행됐다.

## 등장인물 목록
본작의 마법소녀는 “어떤 소원도 한가지를 실현”할 수 있는 대가로 큐베와 계약을 맺고 마법의 힘을 사용하여 마녀와 싸우는 임무를 부과한 존재이다. 마법소녀의 능력은 실현 소원의 내용에도 영향을 준다. 극중에서는 카미죠 쿄스케의 손의 부상을 치료하는 것을 희망한 미키 사야카는 치유 능력, 생존을 원했던 토모에 마미는 변환 자재의 리본에 의한 구속 마법, 다음과 같은 상황에 소원의 내용에 대한 능력이 발현 하고 있다.

## 주요
카나메 마도카(일본어: 鹿目 まどか)
아케미 호무라(일본어: 暁美 ほむら)
토모에 마미(일본어: 巴 マミ)
미키 사야카(일본어: 美樹 さやか)
사쿠라 쿄코(일본어: 佐倉 杏子)
큐베(일본어: キュゥべえ) - 인큐베이터(일본어: インキュベーター)
모모에 나기사(일본어: 百江なぎさ)
성우 - 아스미 카나 / 잰시 후인
무장 : 나팔
극장판《[신편] 반역의 이야기》에 등장한 새로운 마법소녀. 마도카와 다른 마법소녀들에 비해 어린 초등학생이다. 말투는 주로 일인칭은 ‘나’(わたし) 혹은 ‘나기사’(なぎさ)이며, 어미(語尾)는 “~나노데스”(～なのです)를 사용한다.
그녀의 정체는 원환의 이치에 지도된 “과자의 마녀”샤를로테의 원래 모습. 좋아하는 음식은 치즈이며, 무기는 나팔을 울려 폭발성이 있는 물방울을 무수히 낸다. “과자의 사역마”도 소환할 수 있다. 하지만 인과율의 변경으로 인해 미키 사야카와 마찬가지로 원환의 세계로 돌아갈 수 없게 되었고, 타락한 아케미 호무라에 의해 기억이 조작되어 원래의 인간의 모습으로 돌아갔다. 토모에 마미와는 친밀한 관계인 듯 하다.

## 미타키하라 중학교의 교사·학생
카나메 마도카, 아케미 호무라, 미키 사야카, 토모에 마미, 사쿠라 쿄코(신편에서만)가 다니는 학교의 참가자들.
시즈키 히토미(일본어: 志筑 仁美)
성우 - 신타니 료코 / 셸비 린들리
사야카와 마도카의 학교 친구이자 클레스 메이트. 카미죠 쿄스케가 팔이 나은 후에 사야카에게 자신이 방과후에 고백하기 전에 고백하라는 기회를 주지만, 미키 사야카는 자신의 존재를 깨닫고 충격을 받아서 아무것도 하지 못해 카미죠 쿄스케에게 고백한다. 미키 사야카가 짝사랑하는 남자를 빼앗아 갔다고 인터넷상에서 비판을 받기도 한다.
사오토메 카즈코(일본어: 早乙女 和子)
성우 - 이와오 준코 / 캐런 스트래스먼
마도카네 반의 담임 선생님. 담당과목은 영어로 결혼 때문에 스트레스를 받고 있다.
카미죠 쿄스케(일본어: 上条 恭介)
성우 - 요시다 세이코 / 메리앤 밀러
사야카가 좋아하는 남학생. 장차 바이올리니스트를 꿈꾸고 있는 소년으로 바이올린을 연주하는 재능이 매우 뛰어나 어렸을때부터 연주회에 나가 그 실력을 평가받을 정도로 장래희망이 매우 촉망받는 소년이다. 하지만 우연히 당한 사고로 인해서 병원에 입원한 이후로는 의사로부터 손을 평생 못쓰게 될 것이라는 진단결과를 받는다. 하지만 미키 사야카의 소원 덕분에 평생 못쓰게 될 것 이라던 손이 다 회복이 되었고, 12화에서는 바이올리니시트로서의 꿈을 이루었다. 사야카에게 감사의 표시가 없었고, 그녀가 죽음에 이르렀는데도 아무런 반응을 보이지 않은 태도에 대해서 인터넷상에서는 비판을 받기도 한다.

## 카나메 마도카의 가족
카나메 준코(일본어: 鹿目 詢子)
성우 - 고토 유코 / 캐리 새비지, 줄리 앤 테일러(반역의 이야기)
카나메 마도카의 어머니. 자칭 “커리어 우먼”으로 집안일은 모두 남편에게 맡기고 직장에 다니고 있다. 11화에서 딸의 행동에 대해 진심으로 말렸지만, 그녀의 행동을 이해하고 카나메 마도카를 믿고 보내준다. 마지막화에는 그녀도 카나메 마도카를 기억하지 못한다. 12화 중… “마도카… 그리운 이름이네…”
카나메 토모히사(일본어: 鹿目 知久)
성우 - 이와나가 데쓰야 / 카일 에이베어
카나메마도카의 아버지. 자상한 성격이며, 아내를 대신해 아이들을 돌보는 등, 집안일을 도맡아 하고 있다.
카나메 타츠야(일본어: 鹿目 タツヤ)
성우 - 미즈하시 가오리 / 스테퍼니 셰이
카나메 마도카의 남동생. 누나와 13살 정도 차이난다. 카나메 마도카가 아껴주어서 그런지, 마지막에도 희미하게 그녀를 기억한다.

## 마녀
극중 등장 씬이나 공식 사이트에서 마녀의 이름의 철자를 “마녀 문자” 라고 하며, 마녀의 캐릭터에 사용되고 있다. 일부 팬 중에는 이를 해독한 사람도 있다지만, 공식적으로 올바른 읽기 등은 공개되지 않았다. 우리가 아는 드레스를 입고 있는 모습의 그런 마녀보다는 추상적인 모양의 거대한 괴생명체처럼 생겼다는 것이 특징이다.
장미 정원의 마녀 / 게르트루트
나비의 날개와 장미 덤불 같은 머리를 가진 괴기한 마녀. 성격은 "불신" 공사 현장 같은 결계에 산다. 제2화에서 여성을 자살 시키려고 하지만, 마미에게 검거되어 소멸당한다.
마녀 문자로 기록 된 이름의 읽기는 설정 문서에 명기되어 있으며, 판매된 설정 자료집에도 수록되어있다.
과자의 마녀 / 샤를로테
모모에 나기사의 마녀화 버전. 귀여운 모습을 한 마녀이며 성격은 “집착”. 평상시에는 움직이지 않지만 입안에서 광대 얼굴을 가진 거대한 애벌레 같은 신체를 낼 수 있고, 날카로운 이빨로 상대를 공격하거나 삼켜버리기도 한다. 좋아하는 음식은 치즈이고, 여러 가지 과자를 만들어 낼 수 있는 능력을 가지고 있지만, 치즈만큼은 만들 수 없다고 설정되어있다.
베베
성우 - 아스미 카나
극장판《[신편] 반역의 이야기》에서 등장하는 캐릭터. 모습은 과자의 마녀의 모습을 한 형태이지만 얼굴은 광대의 모습이다. 토모에 마미가 마도카와 만나기 이전부터 토모에 마미와는 둘도없는 친구였다. 토모에 마미의 집에 갑자기 나타나 만난 처음에는 과묵 무표정 이었지만, 어느새 얼굴도 바뀌고 시끄럽게 말하게 되었다고 한다. 마법소녀들이 나이트메어와 싸울 때 지원과 나이트메어의 정화를 실시한다. 게다가 이성적이고 의사소통이 가능하고, 나오는 말은 치즈의 종류를 나열한 소리지만, 마법소녀들과 자연스럽게 대화를 할 수 있다. 이야기의 중반에서 기억을 되찾은 아케미 호무라에게 제일 먼저 의심받고 잡혀 심문을 당하였다. 그것을 본 토모에 마미와 아케미 호무라는 갈등이 생기게 되고, 둘의 싸움 끝에 토모에 마미가 현재에 대한 생각에 의문을 품고 위화감을 느낄 때, 본래의 모습으로 돌아와 토모에 마미에게 사정을 설명을 했다. 정체는 전술한 바와 같이 모모에 나기사가 모습을 바꾼 것으로 카나메 마도카, 미키 사야카와 함께 아케미 호무라의 소울젬의 세계에 침입하여 인큐베이터의 계략을 막기 위해 모습을 바꾸어 행동하고 있었다.
하코의 마녀
데스크탑 PC의 일종으로 신체 숨기기 인간형 마녀. 성격은 “동경” TV와 목마가 뜬 무중력 공간의 결계에 산다. 모니터에 비추어지는 다양한 영상 속에 한번 마법소녀였을 시절의 모습을 연상시키는 형태도 비추어졌다. 제4화에서 시즈키 히토미를 포함한 수많은 사람들을 집단 자살시키려 했다. 마법소녀가 된 미키 사야카에 의해 소멸당한다.
낙서의 마녀 / 알베르틴
성격은 “무지”(無知). 아이같은 모습을 하고 있으며, 본편에서는 등장하지 않고 마녀의 사역마만 등장하였다. 게임판에서 처음으로 모습을 드러냈다.
은의 마녀
자전거의 부품을 조립한 듯한 모습의 마녀. 성격은 "자유" 제7화 회상으로 등장한 계약 당초의 사쿠라 쿄코에 의해 소멸당한다.
그림자의 마녀 / 엘자 마리아
무언가를 비는 듯한, 기도하는 듯한 형태를 한 마녀. 성격은 “독선”. 그림자와 같은 결계에 살고 사역마에 의해 공격을 하지만 제7화에서 정신이 난폭한 사야카의 돌격에 의해 전복된다.
인어의 마녀 / 옥타비아 폰 제켄도르프
미키 사야카의 마녀화. 성격은 “연모”(戀慕). 콘서트 홀과 같은 결계에 살며, 복도에는 인간 시절의 기억을 반영한 영상들이 장식되어있다. 상체는 3개의 눈을 가진 갑옷과 투구를 입은 거구의 기사에서 가슴에 큰 빨간 리본을 붙이고, 하반신은 물고기의 모습. 왼손의 칼이나 망토 같은 장비에 불과하면서도 미키 사야카의 모습을 남기고있다. 다수의 바퀴를 발하는 공격한다. 제9화에서는 쿄코의 자폭 공격에 의해 소멸당하며, 제10화에서는 아케미 호무라에 의해 소멸당한다. 제9화와 제10화에서의 마녀의 모습이 살짝 다르다. 특히 제10화에서는 시즈키 히토미의 모습을 한 사역마가 마녀의 샌드백 역할을 하였다. 제10화의 시간축에서는 인어의 마녀의 그리프 시드를 마도카의 손에 건너 발푸르기스의 밤과의 싸움에서 검게 물든 호무라의 소울젬을 정화하는 데 사용되었다. 《[신편] 반역의 이야기》에서도 등장하였는데, 여기서는 자신의 분신처럼 미키 사야카의 의지대로 조종할 수 있다. 미키 사야카와는 다른 행동을 취할 수 있으며, 물만 있다면 어느 곳이던 모습을 드러낸다.
예술가의 마녀
개선문 같은 모습의 마녀. 성격은 “허영”. 마법소녀가 되기 전의 아케미 호무라를 습격하였으나, 그 시간축의 카나메 마도카와 토모에 마미에 의해 소멸당한다.
위원장의 마녀
세라복을 입은 여섯 개의 팔과 목이 없는 마녀. 성격은 “방관”. 푸른 하늘에서 책상이나 의자가 떨어지는 결계에 빨랫줄 같은 실을 두르게 하고 있다. 제10화 과거의 시간축에서 카나메 마도카와 토모에 마미, 아케미 호무라의 공격에 의해 전복된다.
구제의 마녀 / 크렘힐트 그레테힌
카나메 마도카의 마녀화. 성격은 “자비”. 무수한 뿌리를 두른 나무와 같은 모습을 하고있다. 지구상의 모든 생명을 강제로 빨아 결계에 통합 능력을 갖추었고, 물리적으로 죽일 수단은 없다. 다른 마녀와는 현격한 차이의 크기를 자랑한다. 아케미 호무라가 시간 역행을 반복 할 때마다 평행 세계의 인과의 실을 묶어 더 강하게 거대한 존재가 되어 간다.
무대 장치의 마녀 / 발푸르기스의 밤(와루푸르기스노 요루)
역사에서 구전되는 한명의 마법 소녀로는 처리할 수 없는 초대형 대형 마녀. 공중에 떠있는 거대한 톱니 바퀴 드레스를 입은 인형을 거꾸로 매달고 있는 듯한 모습을 하고있다. 공식 사이트 “마녀 도감”에서도 이름이 불명인 것으로 밝혀졌으며, 작중에서는 “와루푸르기스노 요루(발푸르기스의 밤)”라는 통칭으로 불리고 있다. 성격은 “무능력”. 세상의 모든 것을 "연극"으로 바꿀 때까지 세계를 계속 도는 것이라고 한다. 이야기 시작 부분에서 마도카의 꿈 속에 출현 한 후 제10화에서도 과거의 시간 축으로 동일한 상황이 회상되었다. 그 힘은 다른 마녀는 비교할 수 없을 정도의 강력하며, 시간 축에 따라 마도카와 마미의 목숨을 앗아갔다. 다른 마녀와 달리, 결계에 몸을 감추는 것은 아니라, 보이는 악의적 물리적 파괴 등의 영향 존재. 구현화 한 것만으로 슈퍼셀을 일으키는 수천 단위의 피해자를 낸다고 되어있다. 아케미 호무라는 몇번이고 반복해서 발푸르기스의 밤과 싸우지만 최종화에서도 계속되는 패배로 절망하고 있던 중, 카나메 마도카의 “과거에서 미래에 이르기까지의 마녀의 소멸”이라는 소원으로 발푸르기스의 밤은 소멸된다.
호두까기의 마녀 / 호무릴리
《[신편] 반역의 이야기》에서 아케미 호무라의 마녀화한 존재. 성격은 “자기완결”(自己完結). 사역마를 사용하여 계속해서 자신을 처형한다.

## 기타
마수(일본어: 魔獣)
마수는 마도카 의해 재구성 된 TV 애니메이션 최종화의 세계에서 마법소녀가 쓰러뜨려야 할 적으로, 인간의 저주와 절망이 구현화 한 존재. 어떤 마수도 모두 승려 같은 옷을 걸쳐 입은 삭발 남자의 모습을 하고 있으며, 개체에 의한 차이는 보이지 않는다.
나이트메어
극장판《[신편] 반역의 이야기》에서 등장하는 적. 밤에 인간의 악몽을 매개로 구현화 한 존재로, 펠트 인형 같은 모습을 하고있다.